# Аддикция
Адди́кция (зави́симость) (англ. addiction — зависимость, пагубная привычка), в широком смысле, — ощущаемая человеком навязчивая потребность в определённой деятельности. Термин часто употребляется для таких явлений, как лекарственная зависимость, наркомания, но теперь больше применяется не к химическим, а к психологическим зависимостям, например, поведенческим, примерами которых могут служить: интернет-зависимость, игромания, шопоголизм, психогенное переедание, фанатизм, зависимость от порнографии и т. п.
В медицинском смысле, аддиктивность — навязчивая потребность в повторении определённых действий, сопровождающаяся, в случае нарушения привычного для пациента графика, явно выраженными физиологическими и психологическими отклонениями, нетривиальным поведением и прочими нарушениями психики.

## История термина
Десятилетия назад зависимость была фармакологическим термином, который подразумевал использование препарата (лекарства, легального или нелегального наркотика) в достаточном количестве, чтобы избежать неприятных эффектов отмены. Сопряжённое с состоянием такой зависимости аддиктивное поведение («наркотизм») расценивалось как девиантное и противопоставлялось аддикции как болезни. В настоящее время произошло смещение точки зрения на сущность такого рода аддиктивных расстройств. «Наркотизм» стал рассматриваться наряду с иными поведенческими аддиктивными расстройствами как единый феномен, общего взгляда на психопатологическую сущность которого, однако, не существует.

## Классификация
Разными авторами аддикции относятся к обсессивно-компульсивным расстройствам, расстройствам продуктивного спектра, сопоставляются с сумеречным расстройством сознания и т. д. Рядом авторов усматривается стойкая (до 60 %) коморбидность аддиктивных расстройств как между собой, так и с иными психическими расстройствами (аффективными, обсессивно-компульсивными и т. д.).
Аддиктивные заболевания иногда относят к классу неинфекционных или социальных. В клинической и социальной наркологии и адиктологии последних десятилетий отмечены новые факторы риска, раннее и очень быстрое формирование состояний зависимости человека, терапевтической резистентности, безремисионного течения болезни.
В целом, аддикции условно можно разделить на «химические» (субстанциональные) — называемые также физической зависимостью и поведенческие зависимости (несубстанциональные, психологические).
Поведенческая аддикция в психологии — состояние сознания человека, характеризующееся привязанностью к определенной деятельности, неспособность самостоятельно её прекратить.

## Изучение явления
Аддиктивное поведение связано с желанием человека уйти от неприятных переживаний путём изменения состояния своего сознания. Изучением этого явления занимаются аддиктология, клиническая психология и социология.
Есть приемлемые обществом формы аддикции: духовные практики, медитации, влюблённость, творчество, трудоголизм, интернет-зависимость, шопоголизм, экстремальный спорт, переедание, а также социально опасные: токсикомания, наркозависимость, клептомания и другие. В отдельных случаях аддикции могут преднамеренно развиваться (например, изучаются факторы познавательной аддикции у интеллектуально одарённых подростков).
Выделяют также новые аддикции — патологическую зависимость — патологические зависимости от телевидения, от социальных сетей, интернет-зависимость; зависимость от компьютерных игр

и пр.

## Биологические механизмы
Данные исследований показывают, что существуют определённые биологические механизмы, отвечающие за аддикции. Однако эта область остаётся предметом споров. Как было озвучено в дискуссии «Социогенетизм или биогенетизм», биологическая природа врождённых качеств может влиять на принятие решений и поступки. Определённые факторы, относящиеся к генетике, ДНК, психическим расстройствам, могут скрыто присутствовать, чтобы затем в определённый момент активироваться.
С другой стороны, аддиктивное поведение может быть вызвано воздействием окружающей среды, которое приводит к изменению поведения (англ. Behavior modification) личности. Благоприятные отношения, злоупотребления, социальное взаимодействие, воздействие на организм отравляющих веществ — всё это может изменять поведение человека. Некоторые исследователи признают влияние как социальных, так и биологических факторов, которые совместно формируют модель поведения.
В биологический механизм аддикции могут быть включены некоторые участки мозга. Наиболее примечательным является механизм высвобождения дофамина в прилежащее ядро, который запускается многими наркотическими веществами, что укрепляет зависимость. Выделение дофамина является естественным процессом стимулирующего действия, свойственным, например, питанию или сексу. Наркотики действуют аналогично. В частности, некоторые наркотики увеличивают выработку и высвобождение дофамина в мозге в 5—10 раз, что позволяет людям, которые их употребляют, получать чувство удовольствия искусственным образом. Так, амфетамин напрямую стимулирует выброс дофамина, воздействуя на механизм его транспортировки. Другие наркотики, например, кокаин и психостимуляторы, блокируют естественные механизмы обратного захвата дофамина, увеличивая его концентрацию в синаптическом пространстве. Морфий и никотин имитируют действие натуральных нейромедиаторов, а алкоголь блокирует действие антагонистов дофамина. Начавшись в лимбической дофаминергической системе процесс затем модифицирует другие части мозга, например, вентральную область покрышки.
Механизмы, с помощью которых осуществляется этот процесс, включают в себя проникновение дополнительных AMPA-рецепторов в постсинаптическую мембрану дофаминергических нейронов. Исследования на мышах показывают, что воздействие кокаина в течение двух недель служит причиной долговременных изменений в вентральной области покрышки. Более того, эффект удовольствия от наркотика усиливает поведение, связанное с его получением и приёмом, пока это не формируется в привычку. Первоначально процесс проходит в вентральной части стриатума, главным образом в центре подкрепления, но затем изменения развиваются в верхней части стриатума (dorsal striatum). Предположительно, связанные с аддикцией модификации нейронов идут по дорсально каскадной последовательности взаимных соединений между двумя вышеупомянутыми областями.
На предрасположенность к появлению наркотической зависимости оказывают влияние несколько факторов. Возможно, она связана с предфронтальной корой головного мозга, которая отвечает за суждения, решения рисковать, контроль импульсивности. Это объяснило бы, почему дети более предрасположены к наркомании. Отдельные исследования показывают, что дети в возрасте от 10 до 12 лет, те, которые проявляют наименьшее торможение в поведении, находятся в максимальной зоне риска для появления аддикции к наркотическим веществам.

## Избавление от аддикций, лечение
Единственным доказано эффективным (по данным АА и специалистов) методом избавления от аддиктивного поведения или уменьшения аддиктивной зависимости является участие в группах взаимопомощи (англ. Addiction recovery groups), когда люди, подверженные той или иной зависимости, собираются вместе, для того чтобы делиться проблемами и поддерживать друг друга на пути избавления от навязчивых потребностей. Известным примером подобных групп являются сообщества «Анонимных Алкоголиков». Единственное условие для членства — это желание бросить пить. Члены «Анонимных Алкоголиков» не платят ни вступительных, ни членских взносов, они сами себя содержат на свои добровольные пожертвования. Главной целью проведения собраний групп является сохранение трезвого образа жизни (неупотребление алкоголя), а также помощь другим в решении этой проблемы. Общаясь на собраниях, участники делятся своим опытом, силой, рассказывают о том, кем были, что с ними произошло и как им живётся в настоящее время. Параллельно группам «Анонимных Алкоголиков» часто создаются группы для созависимых — то есть для родственников или близких людей, на чью жизнь привычка вовлечённого человека оказывает негативное влияние.
На основе опыта «Анонимных Алкоголиков» были созданы аналогичные группы взаимопомощи по другим зависимостям: Анонимные Наркоманы, Взрослые Дети Алкоголиков, Анонимные Курильщики, Анонимные Азартные Игроки и др. В целом, разные группы используют различные методы от совершенно нецерковных до выражено религиозных. Существует предположение, что социальное взаимодействие увеличивает вероятность успеха в избавлении от зависимости в виду коллективной эффективности и вследствие того, что выделяемые в ходе встреч нейротрансмиттеры могут спровоцировать чувство удовлетворения естественным путём без необходимости принимать наркотики или алкоголь.
В основе деятельности многих групп взаимопомощи лежит программа «12 шагов» (англ. Twelve-step program). Первоначально предложенные «Анонимными Алкоголиками» как метод избавления от алкоголизма, двенадцать шагов были опубликованы в книге «Анонимные Алкоголики» в 1939 году. В дальнейшем метод был адаптирован для других форм зависимостей. Американская психологическая ассоциация выделяет следующие шаги в данном методе:
- признание участника, что он не может контролировать собственные зависимости или компульсии;
- анализ прошлых ошибок с помощью человека, уже прошедшего через это;
- исправление этих ошибок;
- обучение жизни без зависимости согласно новым правилам поведения;
- помощь другим людям, страдающим от такой же зависимости или навязчивого поведения.

Наравне с подобными группами также существует спектр профилактических и терапевтических подходов для борьбы с аддикциями. Например, распространённой заместительной терапией наркомании, вызванной употреблением опиатов (героин и др.), является метадоновая заместительная терапия. Терапия метадоном прежде всего преследует цель социализации наркоманов, отучения их от внутривенного введения наркотиков. Терапия проводится строго под наблюдением лечащего врача и предполагает участие других необходимых специалистов. Как правило, метадон используют в виде жидкой субстанции, смешанной с сиропом, и принимается он перорально.
Другим наркотическим анальгетиком, применяемым для заместительной терапии, является бупренорфин, который, возможно, более безопасен, чем метадон. Ограничивающим фактором для более широкого применения его в заместительной терапии является цена препарата (по некоторым оценкам, он минимум в 10 раз дороже, чем метадон).
Проводятся исследования, показывающие возможность синтезирования антител, которые бы препятствовали воздействию наркотиков на мозг, минимизируя ощущения удовольствия. В последнее время разработаны вакцины против кокаина, героина, метамфетамина и никотина. Осуществляется тестирование данных препаратов с надеждой использовать их как профилактическое и восстановительное средство для страдающих аддикциями или склонных к ним.
Ещё одним методом, рассматриваемым для применения в лечении аддикций, является метод стимуляции глубинных структур головного мозга. Данный метод заключается во вживлении путём хирургического вмешательства в мозг пациента специального аппарата, который в дальнейшем осуществляет на определённые зоны мозга слабоэлектрическое воздействие. В настоящее время метод применяется для лечения, например, двигательных расстройств, таких как болезнь Паркинсона, но есть предположения, что он может оказаться эффективным и для аддикций. Воздействие может осуществляться на центр подкрепления, полосатое тело, на верхнюю часть стриатума (dorsal striatum) и на медиальную префронтальную зону коры головного мозга.